# Nicolau do Congo
Nicolau (c.1710 - 27 de agosto de 1758) foi o manicongo (rei) do Reino do Congo desde 1752 até 1758. Foi eleito pelo conselho real dentro do sistema de "linhagens rotativas". 

## Biografia
Nicolau Pedro Emanuel era da casa de Quimpanzo e foi filho de Manuel II e Maria de Água Rosada, sendo neto de Pedro IV, reunificador do Congo em 1709. Foi eleito rei em 1752, bem como já era da vontade de seu pai antes da morte deste. Nicolau governou até sua morte em 1758, sendo seguido por um período de conflitos de poder. 